# San-Martino-di-Lota
San-Martino-di-Lota är en kommun i departementet Haute-Corse på ön Korsika i Frankrike. Kommunen ligger i kantonen San-Martino-di-Lota som tillhör arrondissementet Bastia. År 2022 hade San-Martino-di-Lota 2 996 invånare.

## Befolkningsutveckling
Antalet invånare i kommunen San-Martino-di-Lota
Referens:INSEE